# Peter James (scrittore)
Peter James (Brighton, 22 agosto 1948) è uno scrittore e produttore cinematografico britannico.

## Biografia
Nato il 22 agosto 1948 a Brighton da John Burnett e Cornelia James (guantaia di Elisabetta II), le sue opere sono state tradotte in 38 lingue e hanno venduto più di 21 milioni di copie.
A partire dal suo esordio nel 1981 con il romanzo Dead Letter Drop, ha pubblicato una quarantina di opere spaziando dal thriller alla fantascienza.
È un sostenitore del transumanesimo e del mind uploading, tema che ha affrontato nel romanzo fantascientifico Host.

## Opere

### Serie Max Flynn
- Dead Letter Drop (1981)
- Atom Bomb Angel (1982)

### Serie Roy Grace novels
- Dead Simple (2005)
  - Al buio, Milano, Kowalski, 2006 traduzione di Federica Aceto ISBN 88-7496-619-9.
  - Una morte semplice, Milano, Longanesi, 2016 traduzione di Federica Aceto ISBN 978-88-304-4236-8.
- Looking Good Dead (2006)
  - In rete, Milano, Kowalski, 2007 traduzione di Federica Aceto ISBN 978-88-7496-630-1.
  - Una morte in diretta, Milano, Longanesi, 2018 traduzione di Federica Aceto ISBN 978-88-304-4235-1.
- Alter ego (Not Dead Enough, 2007), Milano, Kowalski, 2008 traduzione di Daria Restani ISBN 978-88-7496-640-0.
- Doppia identità (Dead Man's Footsteps, 2008), Milano, Kowalski, 2010 traduzione di Stefano Massaron ISBN 978-88-7496-676-9.
- Dead Tomorrow (2009)
- Dead Like You (2010)
- Dead Man's Grip (2011)
- Not Dead Yet (2012)
- Dead Man's Time (2013)
- Voglio la tua morte (Want You Dead, 2014), Milano, Longanesi, 2015 traduzione di Alessio Lazzati ISBN 978-88-304-4234-4.
- Il segno della morte (You Are Dead, 2015), Milano, Longanesi, 2017 traduzione di Alessio Lazzati ISBN 978-88-304-4781-3.
- Una morte da amare (Love You Dead, 2016), Milano, Longanesi, 2019 traduzione di Federica Garlaschelli ISBN 978-88-304-5314-2.
- Need You Dead (2017)
- Dead If You Don't (2018)
- Dead At First Sight (2019)
- Find Them Dead (2020)
- Left You Dead (2021)
- Wish You Were Dead (2021)
- Picture You Dead (2022)
- Stop Them Dead (2023)
- One of Us Is Dead (2024)

### Serie Cold Hill
- The House on Cold Hill (2015)
- The Secret of Cold Hill (2019)

### Altri romanzi
- Billionaire (1983)
- Travelling Man (1984)
- Biggles: The Untold Story (1986)
- Possession (1988), Milano, Mondadori, 1991 traduzione di Gaetano Luigi Staffilano ISBN 88-04-33348-0.
- Presagi (Dreamer, 1989), Milano, Mondadori, 1990 traduzione di Nicoletta Lamberti ISBN 88-04-34572-1.
- Reincarnata (Sweet Heart, 1990), Milano, Interno giallo, 1994 traduzione di Gaetano Luigi Staffilano ISBN 88-04-37767-4.
- Twilight (1991)
- Prophecy (1992)
- Host (1993)
- Alchemist (1996)
- Getting Wired (1996)
- The Truth (1997)
- Denial (1998)
- Faith (2000)
- The Perfect Murder (2010)
- Perfect People (2011)
- La prova dell'infinito (Absolute Proof, 2018), Milano, Longanesi, 2021 traduzione di Sara Crimi e Laura Tasso ISBN 978-88-304-5639-6.
- I Follow You (2020)

### Raccolte di racconti
- A Twist of the Knife (2014)

### Saggi
- Death Comes Knocking – Policing Roy Grace's Brighton (2016)
- Babes in the Wood (2020)

## Filmografia (parziale)

### Produttore esecutivo
- L'assedio dei morti viventi (Children Shouldn't Play with Dead Things), regia di Bob Clark (1972)
- I diavoli n. 2 (Blue Blood), regia di Andrew Sinclair (1974)
- Il mercante di Venezia (The Merchant of Venice), regia di Michael Radford (2004)

### Autore del soggetto
- Host (Virtual Obsession), regia di Mick Garris (1998) dal romanzo Host

## Premi e riconoscimenti

### Vincitore
Premio Barry per il miglior romanzo poliziesco britannico
- 2012 con Dead Man's Grip[4]

Cartier Diamond Dagger
- 2016 alla carriera[5]

### Finalista
Theakston's Old Peculier Crime Novel of the Year Award
- 2008 con Aler ego ; 2009 con Doppia identità : 2010 con Dead Tomorrow[6]